# Júlio Góes
Júlio Góes (Limeira, 25 de outubro de 1955) é um ex-tenista profissional brasileiro.
Já foi número 68° de simples, conquistado em 1985, e 128° em duplas, em 1984. Júlio também joga torneios de veteranos; começou em 2001 e ganhou o torneio em 2005, terminando na frente de Mauro Menezes. Júlio Góes ganhou também em 2008 o City Bank e o Credcard Master Cup Seniors em cima de Thomas Kock e Peter Fleming, ex-parceiro de duplas de McEnroe.
Góes chegou a jogar também Roland Garros, Wimbledon e US Open.
Ex-pegador de bolas, Júlio rapidamente cresceu no tênis, representou o Brasil na Copa Davis de 1985.
Além de ganhar três vezes o campeonato brasileiro, três vezes em Santos; e tem um vice-campeonato no ATP de Itaparica. Seu melhor ano na ATP foi em 1985, quando terminou na 96° colocoção. Júlio Góes foi brasileiro melhor colocado no ranking da ATP de simples em 1985.
Após sua aposentadoria passou a dar aulas de tênis no Club Athletico Paulistano, em São Paulo.

## Títulos
- Bicampeão do Challenger de Curitiba 85 - Bahia 85
- Finais - Itaparica 84, Curitiba 83, Bahia 83
- Finais Duplas - Vina del Mar
- Melhor ranking simples 68 em 1985
- Melhor ranking duplas 128 em 1984